# Mamadou Faye
Mamadou Faye (ur. 31 grudnia 1967 w Dakarze) – senegalski piłkarz występujący na pozycji pomocnika, reprezentant kraju.

## Życiorys
Do 1987 roku występował w ES La Ciotat, następnie został zawodnikiem SC Bastia. W 1994 roku został powołany do reprezentacji na Puchar Narodów Afryki. W turnieju tym, a także w reprezentacji, zadebiutował 29 marca w wygranym 2:1 meczu z Gwineą. W 1994 roku awansował ponadto z Bastią do Division 1. W najwyższej francuskiej klasie rozgrywkowej zadebiutował 29 lipca w zremisowanym 0:0 spotkaniu z AS Cannes. Ogółem w Division 1 rozegrał 107 spotkań, w których strzelił dwie bramki. W 1998 roku przeszedł do Gazélec Ajaccio. Rok później zakończył karierę.

## Statystyki ligowe
| Sezon     | Klub            | Liga       | Mecze | Gole |
| --------- | --------------- | ---------- | ----- | ---- |
| 1987/1988 | SC Bastia       | Division 2 | 8     | 0    |
| 1988/1989 | SC Bastia       | Division 2 | 8     | 1    |
| 1989/1990 | SC Bastia       | Division 2 | 18    | 1    |
| 1990/1991 | SC Bastia B     | Division 3 | 29    | 5    |
| 1991/1992 | SC Bastia B     | Division 3 | 15    | 4    |
| 1992/1993 | SC Bastia       | Division 2 | 28    | 1    |
| 1993/1994 | SC Bastia       | Division 2 | 39    | 3    |
| 1994/1995 | SC Bastia       | Division 1 | 33    | 1    |
| 1995/1996 | SC Bastia       | Division 1 | 37    | 1    |
| 1996/1997 | SC Bastia       | Division 1 | 19    | 0    |
| 1997/1998 | SC Bastia       | Division 1 | 18    | 0    |
| 1998/1999 | Gazélec Ajaccio | National   | 23    | 0    |